# Elisar von Kupffer
Elisar von Kupffer (Tallinn, 19 febbraio 1872 – Minusio, 31 ottobre 1942) è stato un pittore, poeta, storico e traduttore e drammaturgo estone, apertamente omosessuale, ha utilizzato lo pseudonimo di Elisarion nella maggior parte dei suoi scritti.

## Biografia

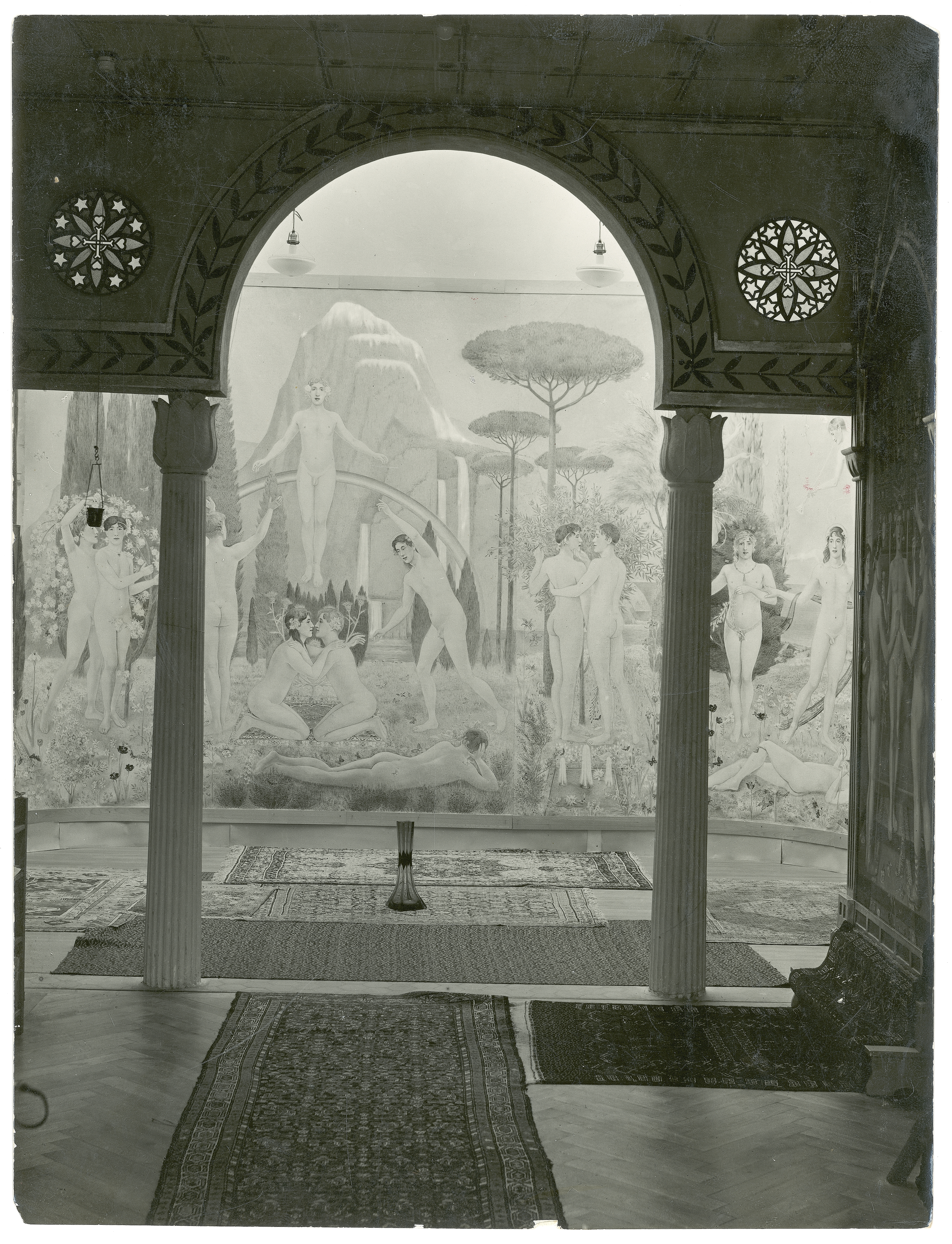
Elisarion di Minusio (1939)

Tedesco del Baltico, Kupffer studiò prima a San Pietroburgo e, successivamente a Berlino. Dopo una serie di viaggi in Italia tra il 1902 e il 1915 si stabilì a Minusio, in Svizzera, insieme al proprio partner, il filosofo e storico Eduard von Mayer. In questo periodo Kupffer intraprese la carriera di pittore.
Tra il 1925 ed il 1929 Kupffer e Mayer trasformarono la loro villa di Minusio, in una opulenta collezione d'arte che chiamarono Sanctuarium Artis Elisarion. Dal 1981 la villa è stata trasformata in un museo dedicato al lavoro di Kupffer. La coppia divenne il centro di una piccola comunità di esteti chiamati Klaristiche o Klaristic (in italiano: Claristi).
Nel 1899/1900 Adolf Brand pubblicò, a Berlino, l'importante antologia di letteratura omoerotica di von Kupffer dal titolo Lieblingsminne und Freundesliebe in der Weltliteratur. L'antologia venne ristampata nel 1908. Von Kupffer scrisse quest'opera, in parte, come protesta contro l'imprigionamento di Oscar Wilde in Gran Bretagna.
Altre pubblicazioni inclusero:
- Irrlichter (1900), una commedia in tre atti: Andrei, Erich e Narkissos;
- Un libro sul Sodoma, l'artista rinascimentale pubblicato nel 1908;
- Aino und Tio (1912), una commedia teatrale
- Hymnen der Heiligen Burg (1912), un volume di poesia.

Alcuni lavori di von Kupffer vennero pubblicati e recensiti sulla rivista gay Akademos edita dal barone Jacques d'Adelswärd-Fersen.
Von Kupffer fu anche fotografo, facendo studi fotografici di ragazzi da utilizzare nella creazione dei suoi dipinti.

## Opere
- Leben und Lieben. Gedichte (1895).
- Irrlichter (1900, tre pièces teatrali: Andrei, Erich e Narkissos).
- Klima und Dichtung. Ein Beitrag zur Psychophysik (1907).
- '"Giovan Antonio-il Sodoma. Eine Seelen- und Kunststudie von Elisàr von Kupffer" (1908) in: Jahrbuch für sexuelle Zwischenstufen, volume IX.
- Aino und Tio (1907).
- Was soll uns der Klarismus? - nationale Kraft (1912).
- Die Gotteslästerungen der Bibel und der Antike (1912).
- Hymnen der Heiligen Burg (1913).
- 3000 Jahre Bolschewismus (1919).
- Heldische Sicht und Froher Glaube (1942).
- Aus einem wahrhaften Leben (1943).